# 塔爾塔基夫
50°27′34″N 24°23′54″E / 50.45944°N 24.39833°E
塔爾塔基夫（羅馬化：Tartakiv）是烏克蘭西部的村莊，隸屬利維夫州的舍普季茨基區。該村處於斯帕西夫卡河畔，始建於1426年，面積2.43平方公里，2001年人口1,505。